# Élections législatives de 1959 dans la côte française des Somalis
Les élections législatives partielles de 1959 se déroulent le 19 avril 1959. Dans le territoire de la côte française des Somalis, un député est à élire dans le cadre d'une circonscription.

## Élus
| Circonscription        | Député élu ou réélu   | Parti | Parti |
| ---------------------- | --------------------- | ----- | ----- |
| Circonscription unique | Hassan Gouled Aptidon |       | UNR   |

## Résultats

### Résultats à l'échelle du territoire
|                | Union pour la nouvelle République | 5 906  | 50,49  | 1 |  |  |
|                | Droite parlementaire              | 5 906  | 50,49  | 1 |  |  |
|                |                                   |        |        |   |  |  |
|                | Divers                            | 5 791  | 49,51  | 0 |  |  |
|                |                                   |        |        |   |  |  |
| Inscrits       | Inscrits                          | 21 299 | 100,00 | 1 |  |  |
| Abstentions    | Abstentions                       | 9 304  | 43,68  |   |  |  |
| Votants        | Votants                           | 11 995 | 56,32  |   |  |  |
| Blancs et nuls | Blancs et nuls                    | 298    | 2,48   |   |  |  |
| Exprimés       | Exprimés                          | 11 697 | 97,52  |   |  |  |

### Résultats par circonscription
| | Hassan Gouled Aptidon élu | UNR            | 5 906  | 50,49  |  |  |  |
| | Houmed Aboubakah Houmed   | Sans étiquette | 5 027  | 42,98  |  |  |  |
| | Hassan Djama Abdourhaman  | Sans étiquette | 764    | 6,53   |  |  |  |
| |                           |                |        |        |  |  |  |
| Inscrits | Inscrits                  | Inscrits       | 21 299 | 100,00 |  |  |  |
| Abstentions | Abstentions               | Abstentions    | 9 304  | 43,68  |  |  |  |
| Votants | Votants                   | Votants        | 11 995 | 56,32  |  |  |  |
| Blancs et nuls | Blancs et nuls            | Blancs et nuls | 298    | 2,48   |  |  |  |
| Exprimés | Exprimés                  | Exprimés       | 11 697 | 97,52  |  |  |  |
| Source : France, ministère de l'Intérieur. Les élections législatives. Métropole., la Documentation française, 1963 (lire en ligne) |                           |                |        |        |  |  |  |